# ظلال المفاتيح
ظلال المفاتيح هي رواية للكاتب إبراهيم نصر الله، وهي واحدة من روايات ملحمة ثلاثية الأجراس، تتكون هذه الثلاثية التي تأتي إمتداداً للملهاة الفلسطينية من ثلاثة أعمال روائية: (ظلال المفاتيح)، (سيرة عين)، و(دبابة تحت شجرة عيد الميلاد). صدرت الثلاثية لأول مرة عام 2019 عن الدار العربية للعلوم ناشرون في 816 صفحة. الروايات الثلاث ممكن قراءتها كعمل واحد يحكي عدة حكايات عن فلسطين بداية القرن العشرين أو ممكن قراءة أي رواية منها باعتبارها عملا مستقلا بأحداثه وشخصياته.

## زمان ومكان الرواية
تدور أحداث الرواية في قرى وبلدات فلسطينية تعرضت للتدمير عام 1947 وتعرض أهلها للتهجير، أما زمان الرواية فقد قسم الكاتب الرواية إلى ثلاثة فصول بناءا على ثلاث فترات زمنية: الفترة الأولى عام 1947 وشهور ما قبل النكبة، الفترة الثانية عام 1967 زمن النكسة، والفترة الثالثة عام 1986 زمن الإنتفاضة الفلسطينية.

## عن الرواية
في إحدى القرى الفلسطينية والتي تتم مهاجمتها وتهجير أهلها، تلتقي امرأة فلسطينية (أم جاسر) بأحد الجنود الإسرائيليين (ناحوم)، حيث يضطر للاختباء في مزرعتها، وبحكم أخلاقها العربية ولأن عمره في عمر أبنائها، توفر له المأكل والمشرب وتؤمن عودته سالما إلى أهله، وبعد ذلك يشارك في تدمير قريتها وتفجير بيتها وتضطر هي وزوجها وأولادها للرحيل وترك القرية، ولكنها لا تستطع تحمل معاناة البعد عن أرضها، وبعد عشرين سنة، يعود (ناحوم) للسؤال عنها وتقديم هدية لها، لكنها تخبره بخيبة أملها فيه فقد كانت تعتقد أن معروفها سيجعله لا يقدم على حرمان الناس من بيوتهم وأراضيهم كما لم تحرمه هي من العودة لبيته ووالدته، تكبر أم جاسر وتتقدم في العمر، ولكنها لا تنسى قريتها، ولا تنسى كل تفاصيلها وشوارعها، ليفاجأ أهلها بعد ذلك أنها أعادت بناء قريتها المدمرة كما كانت بالحجارة بكل تفاصيلها وشوارعها وحدودها وأسوارها وأشجارها، ويتم إرسال (ناحوم) مرة أخرى للتخلص من كل ما رسمته ذاكرة (أم جاسر) بالحجارة، حتى لا يفكر أحد بالعودة إلى أرضه.

## الشخصيات
الشخصيتان الرئيسيتان في الرواية هما مريم وناحوم. يمثل كل منهما طرفا في النزاع الفلسطيني الإسرائيلي:
- مريم الفلسطينية متجذرة في قريتها ومحيط أسرتها ومتاعها، تغلب عليها قيمها العربية التي لا تؤذي المستجير بها وإن كان عدوا خارجا من هجوم على قريتها، ولما هجرت وسكان القرية أصرت على العودة لإعادة بناء القرية والحفاظ على ملامحها السابقة.
- ناحوم مجند في الجيش الإسرائيلي لا يرقى إلى درجة البطولة، وهو يسعى إلى بلوغها بخوض صراع داخلي ممض بين ما تمليه عليه التعليمات العسكرية الإسرائيلية المبنية على التقتيل والتهجير وبين الجميل الذي أسدته له مريم يوم وجد نفسه وجها لوجه أمامها في حظيرة منزلها، وقد جاءها هاربا محتميا، ولها كل الأسباب لقتله أو تسليمه لرجال المقاومة، ومع ذلك آجرته ومنحته طعاما إلى حين عودته إلى بيته سالما. فترجحت لديه الإيديولوجية الإسرائيلية ليعاود الهجوم من جديد على القرية.

## اقتباسات
- (قد تقتل شخصاً ما، لكنك لن تتمكن أبداً من أن تدفن ظلّه معه!!).
- (لكنك لم تستطع، كما يبدو أن تمحوها من ذاكرة تلك العجوز! ناحوم، يبدو أنك لم تقم بأفضل ما لديك، فها هي ظلال البيوت، الأشجار، الأسوار، وها هم يخرجون كما توعدونا دائما مــن ظلال مفاتيح بيوتهم التي طردناهم منها، البيوت التي نسفناها. ألم أقل لك: إن وجود ظلّ واحد، لبيت أو لشجرة، أو لواحد منهم ، سيكون بمثابة منارة ترشدهم، إذا ما فكروا في العودة ثانية؟ أرأيت يا ناحوم، هـا هـم يخرجون من ظلال مفاتيحهم ويعيدون بناء كل شيء من جديد).[4]